# Organizacja ponadnarodowa
Organizacja ponadnarodowa – w doktrynie prawa międzynarodowego wypracowano cechy organizacji o charakterze ponadnarodowym na podstawie Europejskiej Wspólnoty Węgla i Stali. Są to:
1. instytucje, które nie reprezentują państw członkowskich;
2. podejmowanie decyzji większością głosów we wszystkich instytucjach;
3. upoważnienie organów organizacji do przyjmowania aktów o charakterze wiążącym;
4. skutek wiążący niektórych aktów w stosunku do jednostek fizycznych i osób prawnych
5. ustanowienie nowego porządku prawnego obejmującego traktat i powstające na jego podstawie prawo;
6. poddanie oceny ważności aktów takiej organizacji i oceny wypełniania zobowiązań przez państwa członkowskie kontroli instytucji sądowej organizacji.